# Kenny Frease
Kenneth Eugene Frease III, detto Kenny (Massillon, 18 ottobre 1989), è un ex cestista statunitense.